# 太刀掛秀子
太刀掛 秀子（たちかけ ひでこ、1956年2月13日 - ）は、日本の漫画家。愛称「デコたん」。1970年代から1980年代にかけて、集英社の月刊漫画雑誌『りぼん』で少女漫画作品を発表する。

## 来歴
広島県呉市出身。1973年、広島県立広高等学校在学中に『雪の朝』で「りぼん新人漫画賞」で大賞を受賞し、同作品でデビュー。初の大賞受賞者となった。以後、『りぼん』とその姉妹誌に作品を発表、当時の「おとめちっく」路線の担い手として活躍する。その間に広島女学院大学に進学する。
陸奥A子・田渕由美子らと同じ「おとめちっく」路線に分類されるが、繊細なタッチの絵柄で少女らしい淡い恋心を描きつつ、病気や死、児童虐待、家族の絆など、重い題材を扱ったシリアスで内省的な作品も多い。
フォークグループ・かぐや姫のファンであり、キャラクターとしてよく作品に登場させていた。1978年には『りぼん』誌上で南こうせつと対談したこともあった。
1986年1月号の『りぼん』に掲載された『星聖夜』を最後に、ストーリー漫画作品の発表はしていない。
夫の仕事の都合で外国暮らしが長く、インドやアメリカに在住していた。2001年9月11日のアメリカ同時多発テロ事件の時にはアメリカに住んでいたらしい。

## 作品リスト
発表誌は『りぼん』と姉妹誌の『りぼんオリジナル』。数字表記のあるものは連載。
- 雪の朝（1973年）
- ライラックの花のころ（1974年）[1]
- リコのにいさん（1974年）
- ミーアの瞳（1975年）
- まゆと幸太郎くん（1975年）
- 麦わら帽子に…（1975年）
- P.M.3:15 ラブ・ポエム（1975年）
- なっちゃんの初恋　1 - 4（1976年）
- ほろほろ花の散る中で（1976年）
- ミルキーウェイ　1 - 4（1976年）
- たったひとつの季節（1977年）
- 雨の降る日はそばにいて　1 - 5（1977年）
- 学園通りのふらいんぐ・はうす（1978年）
- 花ぶらんこゆれて…　1 - 21（1978年 - 1980年）
- まりのきみの声が　1 - 9（1980年）
- 小猫ちゃん迷子（1981年）
- 青いオカリナ　1 - 2（1981年）
- 風がはこぶだろう　1 - 4（1981年 - 1982年）
- 吉住くんのこと（1982年）
- ベベ・ピアティ（1982年）
- ちゃむとたいせつなともだち（1982年）
- ふたつのうた時計（1983年）
- ポポ先生がんばる!!　1 - 6（1983年）
- くりねずみ物語（1984年）
- ひとつの花もきみに（1984年）
- 6月のシロフォン（1984年）
- 秋への小径 1-4（1984年）
- うらら・恋予報（1985年）
- セプテンバー・バレンタイン（1985年）
- 星聖夜（1986年）

## 単行本リスト
集英社りぼんマスコットコミックス
- P.M.3:15ラブ♡ポエム　太刀掛秀子傑作集1　(1976年5月15日)
  - 雪の朝、ライラックの花のころ、リコのにいさん、まゆと幸太郎くん
- なっちゃんの初恋　太刀掛秀子傑作集2　(1977年5月14日)
  - ほろほろ花の散る中で
- ミルキーウェイ　太刀掛秀子傑作集3　(1978年5月15日)
  - 麦わら帽子に…
- 雨の降る日はそばにいて　(1979年8月15日)
- 花ぶらんこゆれて…　全4巻
  1. (1980年3月15日)
  2. (1980年4月15日)
  3. (1980年5月15日)
  4. (1980年6月14日)
- まりの　きみの声が
  - 前編 (1981年5月15日)
  - 後編 (1981年6月15日)　
    - ミーアの瞳、学園通りのふらいんぐ・はうす
- 青いオカリナ　(1982年4月15日)
  - 子猫ちゃん迷い子
- 風がはこぶだろう　(1983年2月15日)
  - べべ・ピアティ
- ポポ先生がんばる‼
  - 前編 (1984年3月15日)
    - ふたつのうた時計)

  - 後編 (1984年4月13日)
    - くりねずみ物語
- ひとつの花もきみに　(1984年10月15日)
  - ちゃむとたいせつなともだち、6月のシロフォン
- 秋への小径(1985年4月15日)
- 吉住くんのこと
  - 電子書籍のみ(2019年7月1日)
  - たったひとつの季節、うらら・恋予報、セプテンバー・バレンタイン、星聖夜

## その他
集英社　ファンタジーメルヘン1　原作モーリス・メーテルリンク
- 青い鳥（1983年4月30日）

## 関連書籍
- 『このマンガがスゴイ!』編集部編　大人の少女マンガ手帖　おとめちっく♡メモリーズ　宝島社 2017年4月6日 (インタビュー掲載)